# Rugby-Union-Afrikameisterschaft 2000
Die Rugby-Union-Afrikameisterschaft 2000 (englisch 2000 Rugby Africa Cup, französisch Coupe d’Afrique de rugby à XV 2000) war die erste Ausgabe der afrikanischen Kontinentalmeisterschaft in der Sportart Rugby Union. Es waren fünf Teams beteiligt, die in einer Dreier- und einer Zweiergruppe eingeteilt waren. Jedes Team spielte je einmal zuhause und asuwärts gegen die anderen Teams der Gruppe. Die beiden Gruppensieger zogen ins Finale ein und ermittelten den Afrikameister.
Ursprünglich hätten sechs Teams teilnehmen sollen, doch Elfenbeinküste zog sich vor Turnierbeginn zurück. Südafrika war nicht mit den Springboks vertreten, sondern mit einer U23-Amateurauswahl. Diese setzte sich im Finale gegen Marokko durch und gewann den ersten Afrikameistertitel.

## Gruppenphase
Für einen Sieg gab es zwei Punkte, für ein Unentschieden einen Punkt, bei einer Niederlage null Punkte.

### Gruppe Nord
|    | Land     | Spiele | Siege | Unent. | Ndlg. | Spiel- punkte | Diff. | Tabellen- punkte |
| -- | -------- | ------ | ----- | ------ | ----- | ------------- | ----- | ---------------- |
| 1. | Marokko  | 2      | 2     | 0      | 0     | 42:29         | + 12  | 4                |
| 2. | Tunesien | 2      | 0     | 0      | 2     | 29:42         | − 13  | 0                |

| 7. Oktober 2000 | Marokko | 27 : 9 | Tunesien | Stade du C.O.C., Casablanca |
| 7. Oktober 2000 |         |        |          | Stade du C.O.C., Casablanca |

| 4. November 2000 | Tunesien | 20 : 25 | Marokko | Stade El Menzah, Tunis |
| 4. November 2000 |          |         |         | Stade El Menzah, Tunis |

### Gruppe Süd
|    | Land                  | Spiele | Siege | Unent. | Ndlg. | Spiel- punkte | Diff. | Tabellen- punkte |
| -- | --------------------- | ------ | ----- | ------ | ----- | ------------- | ----- | ---------------- |
| 1. | South Africa Amateurs | 4      | 4     | 0      | 0     | 259:43        | + 216 | 8                |
| 2. | Namibia               | 4      | 2     | 0      | 2     | 93:204        | − 111 | 4                |
| 3. | Simbabwe              | 4      | 0     | 0      | 4     | 82:187        | − 105 | 0                |

| 17. Juni 2000 | South Africa Amateurs | 64 : 12 | Simbabwe | Loftus Versfeld Stadium, Pretoria |
| 17. Juni 2000 |                       |         |          | Loftus Versfeld Stadium, Pretoria |

| 24. Juni 2000 | South Africa Amateurs | 91 : 3 | Namibia | Free State Stadium, Bloemfontein |
| 24. Juni 2000 |                       |        |         | Free State Stadium, Bloemfontein |

| 1. Juli 2000 | Simbabwe | 26 : 31 | Namibia | Police Ground, Harare |
| 1. Juli 2000 |          |         |         | Police Ground, Harare |

| 8. Juli 2000 | Namibia | 18 : 53 | South Africa Amateurs | South West Stadium, Windhoek |
| 8. Juli 2000 |         |         |                       | South West Stadium, Windhoek |

| 15. Juli 2000 | Simbabwe | 10 : 51 | South Africa Amateurs | Police Ground, Harare |
| 15. Juli 2000 |          |         |                       | Police Ground, Harare |

| 22. Juli 2000 | Namibia | 41 : 34 | Simbabwe | South West Stadium, Windhoek |
| 22. Juli 2000 |         |         |          | South West Stadium, Windhoek |

## Finale
| 16. Dezember 2000 | Marokko | 14 : 44 | South Africa Amateurs | Stade du C.O.C., Casablanca |
| 16. Dezember 2000 |         |         |                       | Stade du C.O.C., Casablanca |